# 年齡回溯
年齡回溯或年龄回溯治療是一种心理治疗过程中的技术，一般會運用催眠，讓受催眠者重新回溯童年的记忆，思想和感觉。被催眠者将他们的焦点回忆人生的早期阶段，以探索这些记忆或接触与他们的一些难以获取方面得到个性。 
年龄回溯是颇具争议的话题，因可能有很多涉及虐待儿童和其他创伤事件的案例，並有可能會構成錯誤記憶，未必可信。

## 定義
年齡回溯也稱年龄催眠回溯。这是催眠治疗师使用的一种催眠技术，可帮助患者记住过去的事件所造成的知觉和感觉，因这些事件可能是導致他们患上目前的心理疾病。年龄催眠回溯发生在被催眠者按指示回忆过去的事件，或更早的年龄时。然后，被催眠者可以继续回忆或重温生活中的事件。催眠治疗师可以建议被催眠者到達一定年龄，並根据该年龄说话，行动和思考。这使患者可以利用新的见解重新解释其当前状况。 

## 错误记忆
年齡回溯是否会导致更准确的早期记忆，或者这些记忆是真实存在的，業界均争论不休。此外，人们是否应该利用催眠来回忆早期创伤的记忆的问题引起很大争议。
一些心理学研究表明，會談可以用一些導致人们容易得到错误的记忆的方式進行。 